# Rostislav Šesták
Rostislav Šesták (* 25. ledna 1960) je bývalý český prvoligový fotbalový obránce.

## Hráčská kariéra
V československé nejvyšší soutěži hrál za Slavii Praha. Gól v lize nedal. Ve Slavii hostoval z Kolína.

## Ligová bilance
| Ročník                                   | Zápasy | Góly | Minuty | Klub             |
| ---------------------------------------- | ------ | ---- | ------ | ---------------- |
| 1. československá fotbalová liga 1979/80 | 1      | 0    | 5      | Slavia IPS Praha |
| 1. československá fotbalová liga 1980/81 | 5      | 0    | 405    | Slavia IPS Praha |
| CELKEM 1. LIGA ČSSR                      | 6      | 0    | 410    |                  |